# Golf ai Giochi della XXXIII Olimpiade - Individuale femminile
Il torneo individuale femminile ai Giochi della XXXIII Olimpiade di Parigi si è svolto dal 7 al 10 agosto 2024 presso Le Golf National di Guyancourt. Al torneo hanno preso parte 60 golfiste in rappresentanza di 33 nazioni.
Il torneo è stato vinto dalla neozelandese Lydia Ko, con un punteggio complessivo di 278 colpi (10 sotto il par); al secondo posto si è classificata la tedesca Esther Henseleit (280 colpi, 8 sotto il par) e al terzo la golfista cinese Lin Xiyu (281 colpi, 7 sotto il par).

## Qualificazioni
Ogni NOC può qualificare da uno a quattro golfiste in base alla classifica mondiale IGF del 17 giugno 2024. Vengono quindi selezionati le 60 migliori golfiste, in base alle limitazioni numeriche e a garanzie per la rappresentanza ospitante e continentale. Ogni NOC può avere tre o quattro golfiste in rappresentanza, a patto che queste siano tutti nella top 15; se così non fosse, ogni NOC presenta un limite massimo di due golfiste a nazione. Un posto viene garantito alla Francia, nazione ospitante, mentre cinque posti sono garantiti per assicurarsi che ogni continente olimpico abbia almeno una rappresentante.

## Programma
| Data           | Ora (UTC+2) | Turno            |
| -------------- | ----------- | ---------------- |
| 7 agosto 2024  | 09:00       | Turno 1          |
| 8 agosto 2024  | 09:00       | Turno 2          |
| 9 agosto 2024  | 09:00       | Turno 3          |
| 10 agosto 2024 | 09:00       | Turno 4 - Finale |
| Fonte:         |             |                  |

### Formato di gara
Come la maggior parte dei tornei individuali, l'evento è stato organizzato in quattro giorni distinti. Ogni golfista ha giocato un round al giorno, equivalente a 18 buche. Tuttavia, a differenza della maggior parte degli altri eventi di golf, non è stato previsto alcun taglio dopo il secondo turno, permettendo a tutti i golfisti di giocare i quattro turni.

## Risultati

### Primo turno
Mercoledì, 7 agosto 2024
Di seguito viene riportata solo la Top 10 dopo il primo turno.
| Pos.   | Giocatore       | Nazione     | Punteggio | Par |
| ------ | --------------- | ----------- | --------- | --- |
| 1      | Céline Boutier  | Francia     | 65        | −7  |
| 2      | Ashleigh Buhai  | Sudafrica   | 68        | −4  |
| T3     | Gaby López      | Messico     | 70        | −2  |
| T3     | Morgane Métraux | Svizzera    | 70        | −2  |
| T3     | Mariajo Uribe   | Colombia    | 70        | −2  |
| T3     | Lilia Vu        | Stati Uniti | 70        | −2  |
| T7     | Celine Borge    | Norvegia    | 71        | −1  |
| T7     | Diksha Dagar    | India       | 71        | −1  |
| T7     | Minjee Lee      | Australia   | 71        | −1  |
| T7     | Lin Xiyu        | Cina        | 71        | −1  |
| T7     | Alena Sharp     | Canada      | 71        | −1  |
| T7     | Miyū Yamashita  | Giappone    | 71        | −1  |
| Fonte: |                 |             |           |     |

### Secondo turno
Giovedì, 8 agosto 2024
I punteggi del primo turno vengono sommati a quelli del secondo turno. Di seguito viene riportata solo la Top 10 dopo il secondo turno.
| Pos.   | Giocatore          | Nazione       | Punteggio | Par |
| ------ | ------------------ | ------------- | --------- | --- |
| 1      | Morgane Métraux    | Svizzera      | 70-66=136 | −8  |
| 2      | Yin Ruoning        | Cina          | 72-65=137 | −7  |
| 3      | Lydia Ko           | Nuova Zelanda | 72-67=139 | −5  |
| T4     | Pia Babnik         | Slovenia      | 74-66=140 | −4  |
| T4     | Mariajo Uribe      | Colombia      | 70-70=140 | −4  |
| T6     | Céline Boutier     | Francia       | 65-76=141 | −3  |
| T6     | Ashleigh Buhai     | Sudafrica     | 68-73=141 | −3  |
| T6     | Lin Xiyu           | Cina          | 71-70=141 | −3  |
| T6     | Bianca Pagdanganan | Filippine     | 72-69=141 | −3  |
| T6     | Atthaya Thitikul   | Thailandia    | 72-69=141 | −3  |
| T6     | Miyū Yamashita     | Giappone      | 71-70=141 | −3  |
| Fonte: |                    |               |           |     |

### Terzo turno
Venerdì, 9 agosto 2024
I punteggi dei primi due turni vengono sommati a quelli del terzo turno. Di seguito viene riportata solo la Top 10 dopo il terzo turno.
| Pos.   | Giocatore        | Nazione       | Punteggio    | Par |
| ------ | ---------------- | ------------- | ------------ | --- |
| T1     | Lydia Ko         | Nuova Zelanda | 72-67-68=207 | −9  |
| T1     | Morgane Métraux  | Svizzera      | 70-66-71=207 | −9  |
| T3     | Miyū Yamashita   | Giappone      | 71-70-68=209 | −7  |
| T3     | Rose Zhang       | Stati Uniti   | 72-70-67=209 | −7  |
| 5      | Atthaya Thitikul | Thailandia    | 72-69-69=210 | −6  |
| 6      | Mariajo Uribe    | Colombia      | 70-70-71=211 | −5  |
| T7     | Céline Boutier   | Francia       | 65-76-71=212 | −4  |
| T7     | Nelly Korda      | Stati Uniti   | 72-70-70=212 | −4  |
| T7     | Lin Xiyu         | Cina          | 71-70-71=212 | −4  |
| T7     | Yin Ruoning      | Cina          | 72-65-75=212 | −4  |
| Fonte: |                  |               |              |     |

### Quarto turno — Finale
Sabato, 10 agosto 2024
I punteggi ottenuti ai precedenti turni vengono sommati a quelli del quarto e ultimo turno. Di seguito viene riportata la classifica finale dopo il quarto turno.
| Pos.    | Giocatore               | Nazione       | R1 | R2 | R3 | R4  | Totale | Par |
| ------- | ----------------------- | ------------- | -- | -- | -- | --- | ------ | --- |
| Oro     | Lydia Ko                | Nuova Zelanda | 72 | 67 | 68 | 71  | 278    | −10 |
| Argento | Esther Henseleit        | Germania      | 72 | 73 | 69 | 66  | 280    | −8  |
| Bronzo  | Lin Xiyu                | Cina          | 71 | 70 | 71 | 69  | 281    | −7  |
| T4      | Bianca Pagdanganan      | Filippine     | 72 | 69 | 73 | 68  | 282    | −6  |
| T4      | Hannah Green            | Australia     | 77 | 70 | 66 | 69  | 282    | −6  |
| T4      | Amy Yang                | Corea del Sud | 72 | 71 | 70 | 69  | 282    | −6  |
| T4      | Miyū Yamashita          | Giappone      | 71 | 70 | 68 | 73  | 282    | −6  |
| T8      | Hsu Wei-ling            | Taipei cinese | 74 | 69 | 72 | 68  | 283    | −5  |
| T8      | Rose Zhang              | Stati Uniti   | 72 | 70 | 67 | 74  | 283    | −5  |
| T10     | Maja Stark              | Svezia        | 72 | 72 | 71 | 69  | 284    | −4  |
| T10     | Yin Ruoning             | Cina          | 72 | 65 | 75 | 72  | 284    | −4  |
| T10     | Mariajo Uribe           | Colombia      | 70 | 70 | 71 | 73  | 284    | −4  |
| T13     | Albane Valenzuela       | Svizzera      | 72 | 74 | 74 | 65  | 285    | −3  |
| T13     | Dottie Ardina           | Filippine     | 76 | 72 | 69 | 68  | 285    | −3  |
| T13     | Ashleigh Buhai          | Sudafrica     | 68 | 73 | 74 | 70  | 285    | −3  |
| T13     | Azahara Muñoz           | Spagna        | 78 | 69 | 69 | 69  | 285    | −3  |
| T13     | Brooke Henderson        | Canada        | 74 | 73 | 67 | 71  | 285    | −3  |
| T18     | Pei-Yun Chien           | Taipei cinese | 76 | 71 | 71 | 68  | 286    | −2  |
| T18     | Céline Boutier          | Francia       | 65 | 76 | 71 | 74  | 286    | −2  |
| T18     | Atthaya Thitikul        | Thailandia    | 72 | 69 | 69 | 76  | 286    | −2  |
| T18     | Morgane Métraux         | Svizzera      | 70 | 66 | 71 | 79  | 286    | −2  |
| T22     | Minjee Lee              | Australia     | 71 | 74 | 71 | 71  | 287    | −1  |
| T22     | Pia Babnik              | Slovenia      | 74 | 66 | 74 | 73  | 287    | −1  |
| T22     | Nelly Korda             | Stati Uniti   | 72 | 70 | 70 | 75  | 287    | −1  |
| T25     | Kim Hyo-joo             | Corea del Sud | 76 | 70 | 73 | 69  | 288    | E   |
| T25     | Ko Jin-young            | Corea del Sud | 73 | 73 | 73 | 69  | 288    | E   |
| T27     | Charley Hull            | Gran Bretagna | 81 | 71 | 69 | 68  | 289    | +1  |
| T27     | Linn Grant              | Svezia        | 74 | 71 | 73 | 71  | 289    | +1  |
| T29     | Aditi Ashok             | India         | 72 | 71 | 79 | 68  | 290    | +2  |
| T29     | Emma Spitz              | Austria       | 75 | 70 | 75 | 70  | 290    | +2  |
| T29     | Gaby López              | Messico       | 70 | 74 | 76 | 70  | 290    | +2  |
| T29     | Celine Borge            | Norvegia      | 71 | 73 | 75 | 71  | 290    | +2  |
| T29     | Manon De Roey           | Belgio        | 72 | 75 | 71 | 72  | 290    | +2  |
| T29     | Patty Tavatanakit       | Thailandia    | 76 | 71 | 68 | 75  | 290    | +2  |
| 35      | Alexandra Försterling   | Germania      | 76 | 75 | 71 | 70  | 292    | +4  |
| T36     | Nanna Koerstz Madsen    | Danimarca     | 74 | 75 | 72 | 72  | 293    | +5  |
| T36     | Lilia Vu                | Stati Uniti   | 70 | 73 | 76 | 74  | 293    | +5  |
| T36     | Georgia Hall            | Gran Bretagna | 74 | 74 | 71 | 74  | 293    | +5  |
| 39      | Stephanie Meadow        | Irlanda       | 78 | 74 | 72 | 70  | 294    | +6  |
| 40      | Shannon Tan             | Singapore     | 78 | 70 | 73 | 74  | 295    | +7  |
| 41      | Klára Spilková          | Rep. Ceca     | 77 | 73 | 70 | 76  | 296    | +8  |
| T42     | Perrine Delacour        | Francia       | 79 | 78 | 74 | 66  | 297    | +9  |
| T42     | Alena Sharp             | Canada        | 71 | 76 | 77 | 73  | 297    | +9  |
| T44     | Emily Kristine Pedersen | Danimarca     | 73 | 79 | 75 | 72  | 299    | +11 |
| T44     | Paula Reto              | Sudafrica     | 78 | 73 | 76 | 72  | 299    | +11 |
| T44     | Anne van Dam            | Danimarca     | 75 | 74 | 78 | 72  | 299    | +11 |
| T47     | Madelene Stavnar        | Norvegia      | 76 | 73 | 76 | 75  | 300    | +12 |
| T47     | Sarah Schober           | Austria       | 75 | 73 | 73 | 79  | 300    | +12 |
| T49     | Ana Belac               | Slovenia      | 77 | 72 | 76 | 76  | 301    | +13 |
| T49     | Carlota Ciganda         | Spagna        | 73 | 78 | 75 | 75  | 301    | +13 |
| T49     | Diksha Dagar            | India         | 71 | 72 | 80 | 78  | 301    | +13 |
| 52      | Ines Laklalech          | Marocco       | 78 | 75 | 77 | 73  | 303    | +15 |
| 53      | Alessandra Fanali       | Italia        | 75 | 76 | 77 | 76  | 304    | +16 |
| 54      | Yuka Saso               | Giappone      | 77 | 74 | 72 | 82  | 305    | +17 |
| T55     | Ashley Lau              | Malaysia      | 72 | 77 | 79 | 78  | 306    | +18 |
| T55     | Sára Kousková           | Rep. Ceca     | 73 | 77 | 79 | 77  | 306    | +18 |
| 57      | Ursula Wikström         | Finlandia     | 82 | 72 | 81 | 72  | 307    | +19 |
| 58      | María Fassi             | Messico       | 78 | 82 | 74 | 75  | 309    | +21 |
| 59      | Leona Maguire           | Irlanda       | 78 | 79 | 83 | 71  | 311    | +23 |
| R       | Noora Komulainen        | Finlandia     | 84 | 82 | 78 | DNF | 244    | DNF |
| Fonte:  |                         |               |    |    |    |     |        |     |